# Cibla kommun
Ciblas novads var en kommun i Lettland. Den låg i den östra delen av landet, 230 km öster om huvudstaden Riga. Antalet invånare var 3 410. Arean var 509 kvadratkilometer.
2021 slogs kommunen samman med Ludza kommun.
Följande samhällen fanns i Ciblas novads:
- Cibla